# Monique Bosco
Pour les personnes ayant le même patronyme, voir Bosco.
Monique Bosco (née le 8 juin 1927 à Vienne, Autriche et morte le 17 mai 2007 à Montréal, Québec), est une écrivaine et poète canadienne.

## Biographie
Juive d'origine autrichienne, elle passe son enfance et son adolescence à Marseille, en France entre 4 et 21 ans. Elle immigre au Québec en 1948 et s'inscrit à l'Université de Montréal, où elle obtient une maîtrise (1951), puis un doctorat en lettres (1953). Sa thèse est intitulée : "L'isolement dans le roman canadien-français". En plus de ses différents romans, elle travaille notamment comme journaliste à la société Radio-Canada entre 1949 et 1959 et comme collaboratrice au journal La Presse et au journal Le Devoir. Elle rédige également la chronique littéraire du magazine Maclean's.
Sa langue maternelle est l'allemand et elle a choisi d'écrire en français.
Elle est professeur au département des littératures de langue française de l'Université de Montréal à partir de 1963 jusqu'à sa retraite. Une bourse d'études est créée en son honneur en 2003.
Ses œuvres en prose, et tout particulièrement ses romans, évoquent un univers en proie à la solitude et à la souffrance de l'être. Sa poésie offre plutôt l'évasion d'un détachement teinté d'une légère ironie.

## Œuvre

### Romans
- Un amour maladroit, Paris, Gallimard, 1961
- Les Infusoires, Montréal, Éditions HMH, 1965
- La Femme de Loth, roman, Paris, Éditions Robert Laffont et Montréal, Éditions HMH., 1970 ; réédition La femme de Loth, Bibliothèque québécoise, 2003
- Charles Lévy, m.d., Montréal, Éditions Quinze, 1977
- Portrait de Zeus peint par Minerve, LaSalle, Éditions Hurtubise HMH, 1982
- Sara Sage, LaSalle, Éditions Hurtubise HMH, 1986
- Babel-opéra, Laval, Éditions Trois, 1989
- Le Jeu des sept familles, Éditions Hurtubise HMH, 1995
- Confiteor, Montréal, Éditions Hurtubise HMH, 1998
- Bis, Montréal, Montréal, Éditions Hurtubise HMH, 1999
- L'Attrape-rêves, Montréal, Éditions Hurtubise HMH, 2002
- Eh bien ! la guerre, Montréal, Éditions Hurtubise HMH, 2004
- Ces gens-là, Montréal, Éditions HMH, Collection Constantes, 2006

### Recueil de nouvelles
- Boomerang, LaSalle, Éditions Hurtubise HMH, 1987
- Clichés, LaSalle, Éditions Hurtubise HMH, 1988
- Remémoration, LaSalle, Éditions Hurtubise HMH, 1991
- Éphémères, LaSalle, Éditions Hurtubise HMH, 1993

### Poésie
- Jéricho, Montréal, Édition Hurtubise HMH, 1971
- Schabbat 70-77, Montréal : Éditions Quinze, 1978
- Miserere, 77-90, Laval, Trois, 1991
- Éphémérides, Laval, Trois, 1993
- Lamento, 90-97, Laval, Trois, 1997
- Amen, poèmes, Laval, Trois, 2002
- Mea culpa, Montréal, Éditions HMH, Collection L'arbre, 2001

### Théâtre
- New Medea, Montréal, L'Actuelle, 1974

### Œuvre traduite
- Lot's Wife, traduit du français par John Glassco. Toronto, McClelland and Stewart, 1975

## À lire
- Nadine Ltaif, Claire Varin ed.: Avec Monique Bosco. Mediaspaul Canada, Montréal 2017. Avec les contributions de (par ordre d’apparition) : Hélène Cixous, Gloria Escomel, Naïm Kattan, Marie-Claire Blais, Thuong Vuong Riddick, Claire Varin, Nadine Ltaif, Mona Latif-Ghattas, Denise Desautels, Jean-Paul Daoust, France Théoret, Louise Bouchard, Louise Dupré, Marie-Claire Girard, Maryse Choinière, Pascale Navarro, Nelly Roffé, Line Mc Murray, Diane Régimbald, Carole Leroy, Ginette Michaud, Élisabeth Nardout-Lafarge, Hélène Perras, Lucie Lequin, Catherine Khordoc, Patrick Coppens, Christie McDonald, Nathalie Watteyne, Pierre Nepveu.

## Honneurs
- 1961 - First Novel Award de l’Association Gamma Phi Beta[2],[5] pour Un Amour maladroit
- 1992 - Prix Alain-Grandbois[6]
- 1996 - Prix Athanase-David[1]
- 1970 - Prix du Gouverneur général
- 2001 -  Membre de l'Ordre du Canada[7]